# Biennale für Internationale Lichtkunst

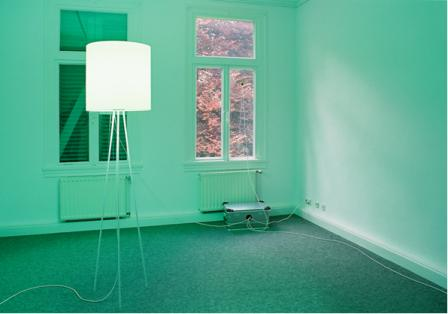
Jan-Peter E.R. Sonntag, gamma verde, 2005. Foto: Matthias Wagner K

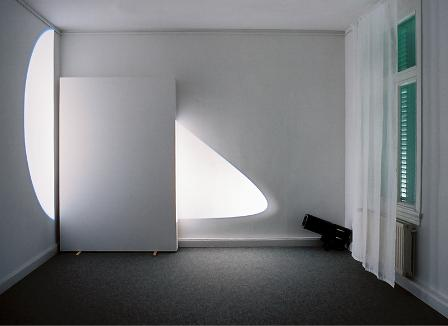
Michel Verjux, o.T., 2005. Foto: Matthias Wagner K

Die Biennale für Internationale Lichtkunst war eine erstmals im Rahmen der Kulturhauptstadt RUHR.2010 veranstaltete Ausstellung zeitgenössischer Kunst, bei der die Verwendung des Werkstoffes Licht im Vordergrund stand.

## Biennale allgemein
Die erste Biennale für Internationale Lichtkunst trug das Motto open light in private spaces („offenes Licht in privaten Räumen“). Sie fand im östlichen Ruhrgebiet statt. Die Ausstellungsorte befanden sich in den Städten, die bereits im Kulturprojekt „Hellweg – ein Lichtweg“ beteiligt sind: Bergkamen, Bönen, Fröndenberg, Hamm, Lünen und Unna. In der Veranstaltung wurden vom 28. März bis zum 27. Mai 2010 60 private Wohnungen, Häuser und Räumlichkeiten zu öffentlich zugängigen Ausstellungsorten für 60 internationale künstlerische Positionen. Dabei stand im Vordergrund die präzise Bezugnahme der Künstler und/oder ihrer Werke zu den jeweiligen Räumlichkeiten und Orten und nicht zuletzt zu den Personen, die diese (ihre) Räumlichkeiten bewohnen oder in ihnen tätig sind. Bereits existierende Werke, die im bewohnten und damit individuell geprägten Raum eine neue Kontextualisierung finden konnten und neue, zu dem Zeitpunkt noch zu erarbeitende Werke wurden gleichermaßen berücksichtigt, stand doch eine Verschiebungen etwa der Begriffe Lichtkunst, Öffentlichkeit und Privatheit im Mittelpunkt des künstlerischen und kuratorischen Interesses. Der künstlerische Leiter der ersten Biennale für Internationale Lichtkunst war Matthias Wagner K.

## Ausstellungsorte und Gastgeber
Die für die Biennale ausgesuchten privaten Räumlichkeiten reichten vom Gartenhaus über die in der Region häufigen Bergarbeiter-Siedlungshäuser zum Mehrfamilien-, Reihen- und freistehendem Einfamilienhaus, von der Gründerzeitvilla bis hin zur ambitionierten modernen Architektur. Zentral gelegene Einliegerwohnungen wechselten sich ab mit ländlichen Anwesen. Somit reichte der Spielraum für die künstlerischen Interventionen und die Präsentation bereits existierender Werke von der Scheune über den Gewölbekeller und Dachboden bis hin zur gesamten Wohnfläche, vom Kinderzimmer bis zum Partyraum, der Abstellkammer oder dem, an die private Wohnung angrenzenden Bestattungsinstitut und Arztpraxisraum.
Entsprechend heterogen nahm sich auch bei den Gastgebern die Herkunft, das Alter, die Zahl der Familienmitglieder und die Tätigkeit der Bewohner oder Besitzer aus: im Krieg geflüchtet, aus anderen Regionen oder Ländern zugereist, 8- und 81-jährig, Klein- und Großfamilie, Single, Alleinstehend mit Kindern oder Rentnerpaar, Hausfrau, Arzt, Musiker, Architekt, Fußpflegerin, Monteur, Politiker, Therapeut, Polsterer, Lehrer, Antiquitätenhändler, Verkäuferin und Freiberufler, mit Kunst bereits vertraut oder erstmals damit in Berührung gekommen.

## Konzept und Künstler
Ziel dieser ersten Biennale war das Schaffen einer sicht- und verhandelbaren interdisziplinären Schnittstelle zwischen Kunst und Gesellschaft. Mit der Verortung künstlerischer Positionen in privaten Räumlichkeiten lehnte sich diese erste Biennale zudem an das Konzept der 1986 von Jan Hoet in Gent geleiteten Ausstellung Chambres d’amis („Zimmer von Freunden“) an, erlaubt doch die ‚private Öffentlichkeit’ den unmittelbaren Dialog von Kunst mit dem urbanen Leben und umgekehrt. Unter den ausgewählten Künstlern für die künstlerischen Interventionen und die Präsentation bereits existierender Werke fanden sich typische Vertreter der Lichtkunst, als auch Künstler, die den Werkstoff „Licht“ als einen Bestandteil und Bedeutungsträger für künstlerische Fragestellungen in Bezug auf vergangene wie gegenwärtige, gesellschaftliche und individuelle Prozesse und Phänomene verwenden.

## Ausstellende Künstler (Auswahl)
- Dennis Adams (USA)
- Bas Jan Ader (NL/†)
- Christian Andersson (SE)
- John M. Armleder (CH)
- David Batchelor (SCO)
- Bigert&Bergström (SE)
- Christian Boltanski (F)
- Monica Bonvicini (I)
- Eberhard Bosslet (D)
- Angela Bulloch (CAN)
- Jan Christensen (DK)
- Jonas Dahlberg (SE)
- Björn Dahlem (D)
- Knut Eckstein (D)
- Olafur Eliasson (DK)
- Sylvie Fleury (CH)
- Loïe Fuller (USA/† F)
- Elin Hansdottir (IS)
- Christian Hoischen (D)
- Jenny Holzer (USA)
- Ann Veronica Janssens (B)
- Haraldur Jónsson (IS)
- Kazuo Katase (JP)
- Volkhard Kempter (D)
- Gunilla Klingberg (SE)
- Takehito Koganezawa (JP)
- Mischa Kuball (D)
- Dominik Lejman (PL)
- Via Lewandowsky (D)
- László Moholy-Nagy (HU/†USA)
- Carsten Nicolai (D)
- Olaf Nicolai (D)
- Maix Mayer (D)
- François Morellet (F)
- Bruce Nauman (USA)
- Anny & Sibel Oztürk (TUR/D)
- Wolfgang Plöger (D)
- Philippe Parreno (AL)
- Finnbogi Petursson (IS)
- Daniel Pflumm (CH)
- Julius Popp (D)
- Diana Ramaekers (NL)
- Pedro Cabrita Reis (PO)
- Egill Sæbjornsson (IS)
- Michael Samuels (UK)
- Leah Singer/Lee Ranaldo (USA)
- Jan Peter E.R. Sonntag (D)
- Lawrence Weiner (USA)
- Michel Verjux (F)
- Haegue Yang (KR)
- Jun Yang (CN)

## Finanz- und Kooperationspartner
Finanziert wurde die erste Biennale vom Land Nordrhein-Westfalen, der landeseigenen Kunststiftung sowie von der Kulturstiftung des Landschaftsverbandes Westfalen-Lippe (LWL). 
Kooperationspartner waren das Zentrum für Internationale Lichtkunst in Unna und die beteiligten Städte. Als Partner wirkten die Ruhr.2010 GmbH (als Gesellschaft für die Organisation der Kulturhauptstadt), die „Licht RUHR.2010“ (als Betreiber des entsprechenden Internetportals) und „Monopol“ (eine deutschlandweit monatlich erscheinende Zeitung für Kunst).